# Benthana werneri
Benthana werneri är en kräftdjursart som beskrevs av Lemos de Castro 1958. Benthana werneri ingår i släktet Benthana och familjen Philosciidae. Inga underarter finns listade i Catalogue of Life.